# 中国駅伝
中国駅伝競走大会（ちゅうごくえきでんきょうそうたいかい）は、かつて広島県で開催されていた長距離駅伝である。主催は広島陸協と中国新聞社。箱根駅伝に次いで日本で2番目に古い駅伝で、朝日駅伝、全日本実業団駅伝と並び､日本3大駅伝のひとつであった｡戦前戦後を通じて日本の長距離ランナーはほとんど本大会に参加した。
1996年から始まった「天皇盃全国男子駅伝」の前身の大会とされている。なお2019年まで行われた中国山口駅伝（山口県宇部市～徳山市）とは直接関係はなかったが、これまで中国駅伝に参加していた団体のために参加規模が拡充されていた。

## 概要
中国駅伝は福山市から広島市を行く駅伝で、第1回は1931年2月11日に開催された。戦前は紀元節（現在の建国記念の日）に行われていた。2回目からは一般青年と学生の2部制をとっていた。1944年の第14回大会で戦争の激化により一時中断することになったが、この時はスタートは福山護国神社でゴールは広島護国神社（以前の広島市民球場（解体）付近）であったが、学生は出征のため参加者はいなかった。
1945年以降は大会が中止され、戦後2年間は広島呉間往復駅伝として実施された。第15回中国駅伝は1948年1月15日に開催された。17回大会以降は1月の最終日曜日もしくは2月第1日曜日に実施された。1995年に開催された62回大会を最後に「天皇盃全国男子駅伝」として発展的解消して、中国駅伝は行われなくなった。

## コース
大会晩期、8区間107.5kmで争われていた。スタートは福山市の中国新聞福山文化会館前でゴールは広島市の広島平和記念公園前であった。コースは山陽国道（国道2号線）であったが、道路整備にともない大きく変更された。また、西条盆地を通過するため、三原から西条までの上り坂や、八本松から瀬野までの急下り坂などアップダウンの激しい難易度の高いコースだった。

## テレビ中継
1980年代後半から、中国放送（RCCテレビ）が午前と午後の二部構成で中継していた。この関係で「サンデーモーニング」等のネット番組の一部が返上または午後に遅れ放送となることがあった。
この流れから、中国駅伝の終了後の1999年まで「中国山口駅伝」をテレビ山口（TYS）との共同制作で中継していたが、その後は2019年までラジオ中継（山口放送（KRY）制作・RCCラジオにもネット）のみとなった。